# Yoo Hae-jin
Yoo Hae-jin (en hangul, 유해진) (Cheongju, Corea del Sur, 4 de enero de 1970) es un actor surcoreano, afiliado a Huayi Brothers.

## Vida personal
Yoo conoció a la actriz Kim Hye-soo en 2001, durante el rodaje de la película Kick the Moon y se hicieron cercanos en 2006, tras aparecer en la película Tazza: The High Rollers. Rumores sobre su presunta relación surgieron en 2008, aunque ambos negaron firmemente cualquier relación romántica hasta principios de 2010, cuando fueron fotografiados por paparazzi, y la pareja confirmó oficialmente su relación. Yoo y Kim se separaron en 2011.
El 24 de noviembre de 2018, la agencia de Yoo anunció que su padre, Yoo Jung-su, había fallecido.

## Carrera
Yoo ha preferido siempre el cine a las series de televisión: «honestamente, me gustan las películas. Así que cuando una serie o drama y una película se juntan, elijo la película primero». Pese a ello, no desdeña aparecer en una serie si su historia es tan buena como la de una película.

## Filmografía

### Películas
| Año  | Título                                   | Papel                               | Notas   | Ref.                 |
| ---- | ---------------------------------------- | ----------------------------------- | ------- | -------------------- |
| 1997 | Blackjack                                | Dump                                |         |                      |
| 1999 | The Spy                                  | Eokkae 2                            |         |                      |
| 1999 | Attack the Gas Station                   | Yonggari                            |         |                      |
| 2001 | Kick the Moon                            | Neopchi                             |         |                      |
| 2001 | Musa the Warrior                         | Du-chung                            |         |                      |
| 2002 | Public Enemy                             | Yong-man                            |         |                      |
| 2002 | Break Out                                | Composed man                        |         |                      |
| 2002 | Jail Breakers                            | Oficial de policía                  |         |                      |
| 2002 | The Coast Guard                          | Cheol-gu                            |         |                      |
| 2003 | Mr. Butterfly                            | Dong-sik                            |         |                      |
| 2003 | Please Teach Me English                  | Pasajero                            |         |                      |
| 2004 | Ice Rain                                 | Park In-soo                         |         |                      |
| 2004 | Dance with the Wind                      |                                     |         |                      |
| 2004 | Hi! Dharma 2: Showdown in Seoul          | Yong-dae                            |         |                      |
| 2005 | Another Public Enemy                     | Yong-man                            |         |                      |
| 2005 | Blood Rain                               | Dok-gi                              |         |                      |
| 2005 | Short Time                               | Han-kal                             |         |                      |
| 2005 | Never to Lose                            | Gas bucket                          |         |                      |
| 2005 | Mapado                                   | Pescador                            | Cameo   |                      |
| 2005 | The King and the Clown                   | Yuk-gab                             |         |                      |
| 2006 | Over the Border                          | Hermanastro de Kim Sun-ho           |         |                      |
| 2006 | Tazza: The High Rollers                  | Ko Gwang-ryeol                      |         |                      |
| 2006 | Once in a Summer                         | PD Kim                              |         |                      |
| 2007 | Small Town Rivals                        | Noh Dae-gyu                         |         |                      |
| 2007 | My Son                                   | Vecino                              | Voz     |                      |
| 2007 | Mission Possible: Kidnapping Granny K    | Moon Geun-young                     |         |                      |
| 2008 | Public Enemy Returns                     | Yong-man                            |         |                      |
| 2008 | Truck                                    | Jung Cheol-min                      |         |                      |
| 2009 | Jeon Woo-chi: The Taoist Wizard          | Chorangyi                           |         |                      |
| 2010 | A Little Pond                            | Refugee                             |         |                      |
| 2010 | Moss                                     | Kim Deok-cheon                      |         |                      |
| 2010 | Enemy at the Dead End                    | Park Sang-eob                       |         |                      |
| 2010 | The Unjust                               | Jang Seok-gu                        |         |                      |
| 2011 | In Love and War                          | Jae-hoon                            |         |                      |
| 2011 | Mama                                     | Mama's boy gangster Seung-chul      |         |                      |
| 2012 | Miss Conspirator                         | Red Shoes                           |         |                      |
| 2012 | The Spies                                | Department head Choi                |         |                      |
| 2012 | El origen de los guardianes              | Conejo de Pascua                    | Doblaje | [ 13 ]               |
| 2013 | The Flu                                  | Bae Kyung-ub                        |         |                      |
| 2014 | Obsessed                                 | Im, owner of Renaissance Music Hall |         |                      |
| 2014 | The Pirates                              | Chul-bong                           |         |                      |
| 2014 | Tazza: The Hidden Card                   | Ko Gwang-ryeol                      |         |                      |
| 2014 | A Taxi Driver                            | Hwang Tae-sool                      |         |                      |
| 2015 | The Classified File                      | Kim Joong-san                       |         |                      |
| 2015 | Minority Opinion                         | Jang Dae-seok                       |         |                      |
| 2015 | Por encima de la ley                     | Managing director Choi              |         | [ 14 ]               |
| 2015 | Fatal Intuition                          | Pharmacist Min                      |         |                      |
| 2016 | Luck Key                                 | Hyung-wook                          |         |                      |
| 2017 | Confidential Assignment                  | Det. Kang Jin-tae                   |         |                      |
| 2017 | 1987: When the Day Comes                 | Han Byung-yong                      |         | [ 15 ]               |
| 2018 | Love+Sling                               | Gwi-bo                              |         |                      |
| 2018 | Intimate Strangers                       | Tae-soo                             |         |                      |
| 2019 | Mal-Mo-E: The Secret Mission             | Kim Pan-soo                         |         |                      |
| 2019 | Battle                                   |                                     |         |                      |
| 2022 | Confidential Assignment 2: International | Det. Kang Jin-tae                   |         |                      |
| 2022 | The Night Owl                            | Rey Injo de Joseon                  |         | [ 16 ] [ 17 ]        |
| 2024 | Dog Days                                 | Min-sang                            |         | [ 18 ] [ 19 ] [ 20 ] |
| 2024 | Exhuma                                   | Yeong-geun                          |         | [ 21 ] [ 22 ]        |
| 2025 | Yadang: The Snitch                       | Koo Gwan-hee                        |         | [ 23 ] [ 12 ]        |

### Televisión
| Año  | Título                                | Papel                                   | Cadena | Ref.   |
| ---- | ------------------------------------- | --------------------------------------- | ------ | ------ |
| 2004 | The Land                              | Kim Pyeong-san/Kim Doo-soo              | SBS    |        |
| 2013 | March: A Story of Friends             | Él mismo                                | SBS    |        |
| 2013 | 2 Days & 1 Night                      | Miembro del equipo (temp. 2, ep. 56-89) | KBS2   |        |
| 2015 | Three Meals a Day: Fishing Village    | Miembro del equipo                      | tvN    |        |
| 2015 | Three Meals a Day: Fishing Village S2 | Miembro del equipo                      | tvN    |        |
| 2016 | Three Meals a Day: Gochang Village    | Miembro del equipo                      | tvN    |        |
| 2019 | Korean Hostel in Spain                | Miembro del equipo                      | tvN    | [ 24 ] |